# Рат Пробушених Носева
Рат Пробушених Носева (енгл. Nez Perce War), оружани сукоб између Индијанаца из северног Ајдахоа и војске САД. Од јуна до 4. октобра 1877. племе Пробушени Носеви под вођством поглавице Хинматон Јалактита пружило је жесток отпор америчкој војсци.

## Позадина
Након Америчког грађанског рата (1861-1865) наступио је период нагле експанзије САД у области западно од реке Мисисипи. Иако су ова подручја од давнина била станишта и ловишта бројних индијанских племена, америчка влада и насељеници полагали су право на њих као на ненастањену земљу, а малобројно и ретко насељено домородачко становништво није било у стању да се одупре модерном оружју и војним снагама једне велике индустријализоване државе. У периоду 1865-1891. САД су предузимале 13 похода против разних индијанских племена.
Мада је настојао да очува мир са белцима, поглавица племена Пробушени Носеви (енгл. Nez Perce), Хинматон Јалактит, познатији под хришћанским именом поглавица Џозеф, је одбио да исели своје племе са територије северног Ајдахоа и супротставио се интервенцији америчке војске због чега су у јуну 1877. године избила непријатељства.

## Рат
Пошто је у почетку разбио мањи коњички одред, Хинматон је са 200 ратника и 450 стараца, жена и деце кренуо ка канадској граници. Вешто се пробијао кроз беспућа Ајдахоа, Вајоминга и Монтане. Гониле су га 1. коњичка и 21. пешадијска дивизија САД. На маршу му се придружило још око 100 ратника. На дугом маршу водио је тринаест бојева против Американаца. За 11 недеља форсираног марша прешао је 3.000 km. У последњој борби са знатно надмоћнијим америчким снагама, предао се 4. октобра са остацима племена на 50 km од циља.